# Gemischtes Modell
Ein gemischtes Modell (englisch mixed model) ist ein statistisches Modell, das sowohl feste Effekte als auch zufällige Effekte enthält, also gemischte Effekte. Diese Modelle werden in verschiedenen Bereichen der Physik, Biologie und den Sozialwissenschaften angewandt. Sie sind besonders nützlich, sofern eine wiederholte Messung an der gleichen statistischen Einheit oder Messungen an Clustern von verwandten statistischen Einheiten durchgeführt werden.

## Geschichte und momentaner Stand der Forschung
Ronald Fisher führte das Modell mit zufälligen Effekten ein, um Korrelationen von charakteristischen Merkmalen zwischen Verwandten zu untersuchen. In den fünfziger Jahren entwarf Charles Roy Henderson beste lineare erwartungstreue Schätzer für feste Effekte und beste lineare erwartungstreue Vorhersagen (BLEV) für zufällige Effekte. Anschließend wurde gemischte Modellierung eines der Hauptforschungsfelder der statistischen Forschung, einschließlich Arbeiten zur Berechnung von Maximum-Likelihood-Schätzern, nichtlinearen gemischte-Effekte-Modellen, fehlenden Daten in gemischten Modellen und bayessche Schätzungen von gemischten Modellen. Gemischte Modelle werden in vielen Disziplinen angewandt, insbesondere sofern verschiedene korrelierte Messungen an jeder zu untersuchenden Einheit gemacht werden. Sie werden besonders häufig bei Forschung über Menschen oder Tieren benutzt, wobei die Spanne der Einsatzmöglichkeiten von Genetik bis zu Marketing reicht.

## Definition
In Matrixschreibweise kann ein gemischtes Modell dargestellt werden als:
{\displaystyle \mathbf {y} =\mathbf {X} {\boldsymbol {\beta }}+\mathbf {Z} \mathbf {u} +{\boldsymbol {\varepsilon }}},
wobei gilt:
- {\displaystyle \mathbf {y} } ist ein Vektor aus Beobachtungen der abhängigen Variablen, mit Erwartungswert {\displaystyle \operatorname {E} (\mathbf {y} )=\mathbf {X} {\boldsymbol {\beta }}}

- {\displaystyle {\boldsymbol {\beta }}} ist ein Vektor aus festen Effekten

- {\displaystyle {\boldsymbol {u}}} ist ein Vektor aus zufälligen Effekten mit Erwartungswert {\displaystyle \operatorname {E} (\mathbf {u} )=\mathbf {0} } und Varianz-Kovarianzmatrix {\displaystyle \operatorname {Cov} (\mathbf {u} )=\mathbf {G} }

- {\displaystyle {\boldsymbol {\varepsilon }}} ist ein Vektor aus zufälligen Fehlertermen mit Erwartungswert {\displaystyle \operatorname {E} ({\boldsymbol {\varepsilon }})=\mathbf {0} } und Varianz-Kovarianzmatrix {\displaystyle \operatorname {Cov} ({\boldsymbol {\varepsilon }})=\mathbf {R} }

- {\displaystyle \mathbf {X} } ist die Datenmatrix, für die festen Effekte
- {\displaystyle \mathbf {Z} } ist die Datenmatrix für die zufälligen Effekte. Sie enthält beispielsweise Informationen über die Gruppe zu der ein Individuum gehört.

## Schätzung
Die Henderson'schen Mischmodellgleichungen (englisch mixed model equations, kurz: MME) lauten:
{\displaystyle {\begin{pmatrix}\mathbf {X} '\mathbf {R} ^{-1}\mathbf {X} &\mathbf {X} '\mathbf {R} ^{-1}\mathbf {Z} \\\mathbf {Z} '\mathbf {R} ^{-1}\mathbf {X} &\mathbf {Z} '\mathbf {R} ^{-1}\mathbf {Z} +\mathbf {G} ^{-1}\end{pmatrix}}{\begin{pmatrix}{\tilde {\boldsymbol {\beta }}}\\{\tilde {\boldsymbol {u}}}\end{pmatrix}}={\begin{pmatrix}\mathbf {X} '\mathbf {R} ^{-1}\mathbf {y} \\\mathbf {Z} '\mathbf {R} ^{-1}\mathbf {y} \end{pmatrix}}}
Die Lösungen der Mischmodellgleichungen {\displaystyle {\tilde {\boldsymbol {\beta }}}} und {\displaystyle {\tilde {\boldsymbol {u}}}} sind beste lineare erwartungstreue Schätzer (BLES bzw. englisch Best Linear Unbiased Estimator, kurz: BLUE) für {\displaystyle {\boldsymbol {\beta }}} bzw. {\displaystyle {\boldsymbol {u}}}. Dies folgt aus dem Satz von Gauß-Markow, da die konditionelle Varianz des Ergebnisses nicht auf die Einheitsmatrix skalierbar ist. Falls die konditionelle Varianz bekannt ist, ist der mit der inversen Varianz gewichtete Kleinste-Quadrate-Schätzer BLES. Jedoch ist die konditionelle Varianz selten bekannt, sodass es bei der Lösung der Mischmodellgleichungen erwünscht ist, die Varianz und die gewichteten Parameterschätzungen gemeinsam zu schätzen.
Eine Methode zur Anpassung gemischter Modelle ist der EM-Algorithmus, in dem die Komponenten der Varianz als unbeobachtete Störparameter in der gesamten Wahrscheinlichkeit behandelt werden. Zurzeit ist diese Methode in den wichtigsten Statistiksoftwarepaketen R (lme() im nlme Paket und lmer() im lme4 Paket) und SAS (proc mixed) implementiert. Die Lösung der Mischmodellgleichungen ist eine Maximum-Likelihood-Schätzung, falls die Fehler normalverteilt sind.

## Weiterführende Literatur
- G. A. Milliken, D. E. Johnson: Analysis of messy data: Vol. I. Designed experiments. Chapman & Hall, New York 1992.
- B. T. West, K. B. Welch, A. T. Galecki: Linear mixed models: A practical guide to using statistical software. Chapman & Hall/CRC. New York 2007.